# Halit Ergenç
Halit Ergenç (pronunciado /érguench/; Estambul, 30 de abril de 1970) es un actor y cantante turco, reconocido por su papel de Onur en la serie Binbir Gece y del sultán Suleimán en la telenovela histórica Muhteşem Yüzyıl.

## Biografía

### Primeros años
Es hijo del actor turco Sait Ergenç. Su infancia estuvo marcada por la pobreza, el conflictivo por el divorcio de sus padres y las complicaciones de salud de su hermano, quien sufre de una discapacidad mental. Tras egresar de la escuela secundaria en 1989, decidió entrar a la Universidad Politécnica de Estambul, donde estudiaría Ingeniería Naval.
Motivado por su vocación por las artes, se retiró de la carrera e ingresó a estudiar ópera en la Universidad Mimar Sinan. Trabajó como operador de marketing para costearse sus estudios. Adicionalmente, trabajó como vocalista y bailarín de Ajda Pekkan y Leman Sam para complementar sus estudios.

## Vida personal
En el año 2007 se casó con la actriz Gizem Soysaldı divorciándose al año siguiente. Luego de terminadas las grabaciones de la serie Binbir Gece se casa por segunda vez, el 7 de agosto de 2009, con la actriz Bergüzar Korel, con quién protagonizó dicha serie. Son padres de tres hijos llamados Ali Ergenç nacido el 7 de febrero de 2010, Han Ergenç nacido el 9 de marzo de 2020, y Leyla Ergenç nacida el 3 de noviembre de 2021.

## Filmografía

### Televisión
| Año       | Título                | Personaje     |
| --------- | --------------------- | ------------- |
| 1996      | Tatlı Kaçıklar        | Tom           |
| 1997      | Böyle mi Olacaktı     |               |
| 1998      | Ölümün El Yazısı      |               |
| 1999-2000 | Kara Melek            | Kürşat        |
| 2000      | Dadı                  | Emir          |
| 2000      | Hiç Yoktan Aşk        | Erdal         |
| 2000      | Sarı Evin Esrarı      |               |
| 2001      | Dedem, Gofret ve Ben  | Vedat         |
| 2002-2004 | Zerda                 | Devran        |
| 2002      | Kumsaldaki İzler      | Fazıl         |
| 2002      | Zeybek Ateşi          | Aleko         |
| 2002      | Azad                  |               |
| 2003      | Esir Şehrin İnsanları | Mr. Dickson   |
| 2003      | Baba                  | Kartal        |
| 2004-2006 | Aliye                 | Sinan Karahan |
| 2006-2009 | Las mil y una noches  | Onur Aksal    |
| 2011-2014 | El sultán             | Suleimán      |
| 2016-2018 | Vatanım Sensin        | Cevdet        |
| 2020      | Babil                 | İrfan         |

### Cine
| Año  | Título           | Personaje             |
| ---- | ---------------- | --------------------- |
| 2004 | Okul             | Sebel Bey             |
| 2005 | The Net 2.0      | Ivanakov              |
| 2005 | Babam ve Oğlum   | Özkan                 |
| 2006 | Tramvay          | Nezih                 |
| 2006 | İlk Aşk          | Kemal                 |
| 2008 | Devrim Arabaları | Yüksek Mühendis Uğur  |
| 2009 | Acı Aşk          | Orhan Ataoğlu         |
| 2010 | Dersimiz Atatürk | Mustafa Kemal Atatürk |
| 2011 | Misafir          | Oktay                 |
| 2017 | Rosso Istanbul   | Orhan Şahin           |

## Premios y nominaciones
| Año  | Premios                          | Categoría                 | Trabajo         | Resultado | Ref.  |
| ---- | -------------------------------- | ------------------------- | --------------- | --------- | ----- |
| 2007 | Golden Butterfly Awards          | Mejor actor               | Binbir Gece     | Ganador   | [ 4 ] |
| 2011 | Antalya Television Awards        | Mejor actor de drama      | Muhteşem Yüzyıl | Nominado  | [ 5 ] |
| 2014 | Golden Butterfly Awards          | Mejor actor               |                 | Ganador   | [ 6 ] |
| 2017 | Golden Butterfly Awards          | Mejor Actor               | Vatanim Sensin  | Nominado  |       |
| 2018 | Beirut International Awards BIAF | Mejor Actor Internacional |                 | Premiado  |       |